# Théâtre de la marionnette à Paris
Le théâtre de la Marionnette à Paris est devenu depuis 2013, Le Mouffetard - Théâtre des arts de la marionnette. « Théâtre sans toit » pendant plus de vingt ans, il est désormais installé au 73 rue Mouffetard dans le Ve arrondissement et continue de promouvoir la marionnette contemporaine auprès de publics adultes et adolescents.

## Histoire
Le théâtre de la Marionnette à Paris, créé en 1992, a pour structure juridique une association régie par la loi de 1901 directement issue du festival « Les semaines de la marionnette », organisé en 1981 par le Centre national de la marionnette (devenu THEMAA aujourd'hui).
En dix éditions, ce festival annuel international, vitrine de la création française et étrangère, a su fidéliser un large public et a obtenu la reconnaissance des professionnels, en montrant que l’art de la marionnette, par sa créativité et sa diversité de langages, est bien un art vivant du XXe siècle.
Le concept de marionnette a pris au cours des dernières années un sens beaucoup plus large que celui de la marionnette traditionnelle, elle offre des passerelles vers d’autres formes comme la musique, les arts plastiques, la danse, l’image et l’animation, les nouvelles technologies…
La formule s’est affinée au fil des éditions. Il y avait des créations de compagnies françaises et étrangères « confirmées » mais aussi des artistes à découvrir, une carte blanche donné à un artiste, et du cinéma d’animation.
Il a totalement rempli sa mission : refléter la diversité des théâtres de marionnettes et de formes animées, entre le fil de la tradition et les recherches contemporaines.
Devant le succès rencontré par les Semaines de la Marionnette, Lucile Bodson (qui gérait déjà le festival) a défendu auprès de la ville de Paris et du ministère de la Culture la création d’une structure indépendante et permanente destinée à promouvoir dans Paris les diverses formes de théâtre de marionnettes.
C’est dans ce contexte de création contemporaine et dans le souci du respect de la tradition que le théâtre de la Marionnette à Paris a été créé.
Depuis début novembre 2013, le Théâtre de la marionnette à Paris est devenu Le Mouffetard - Théâtre des arts de la marionnette et s'est installé au 73 rue Mouffetard dans le Ve arrondissement de Paris.
Ses principaux subventionneurs sont aujourd’hui le ministère de la Culture (DRAC Île-de-France), la ville de Paris (Direction régionale des Affaires culturelles) et le conseil régional d’Île-de-France et le département de la Seine-Saint-Denis.

## Centre de ressources
Le centre de ressources, consacré aux arts de la marionnette, met à disposition gratuitement et en accès libre plus de 2000 volumes. On peut y consulter sur place des livres, des publications universitaires, des périodiques, des photos, des vidéos, des annuaires de compagnies et de structures spécialisées, ainsi qu'une petite collection de marionnettes. Le centre de ressources est associé à ANETH et met ainsi à l'intention des professionnels et amateurs un répertoire d'environ 200 pièces. Il travaille également en étroite collaboration avec le Portail des arts de la marionnette.

## Publications
Le théâtre de la Marionnette à Paris a longtemps édité une revue trimestrielle intitulée OMNI, titre acrostiche de « objets marionnettiques non identifiés ». Ce titre fait aussi référence au sens latin de OMNI qui signifie « pour tous » et évoque également les OVNI, ces formes qu'on ne sait classer. La publication des OMNI s'est arrêté en 2013 pour être remplacé par la publication de plaquettes de saison.

## Partenariats et événements réguliers
Le Mouffetard - Théâtre des arts de la marionnette organise deux festivals biennaux : la Biennale internationale des arts de la marionnette, véritable vitrine de la scène marionnettique mondiale et les Scènes ouvertes à l'insolite, un festival qui donne la parole à la nouvelle générations de marionnettistes.

## Problématiques
Le Mouffetard-Théâtre des arts de la marionnette a pour enjeu de défendre et promouvoir les formes contemporaines de théâtres de marionnette auprès du plus large public possible. Il pense et porte ce théâtre comme un art exigeant, tout à la fois singulier et éclectique du point de vue des techniques : ombres, objets, images, marionnettes à gaine, à fil, anthropomorphes ou formes abstraites, symboliques... Il soutient également l’idée que cette discipline concerne tant les adultes que les plus jeunes.